# Halechiniscus remanei
Halechiniscus remanei är en djurart som tillhör fylumet trögkrypare, och som beskrevs av Schulz 1955. Halechiniscus remanei ingår i släktet Halechiniscus och familjen Halechiniscidae. Arten är reproducerande i Sverige. Inga underarter finns listade i Catalogue of Life.